# National Recovery Administration
La National Recovery Administration (NRA), traducida como "Administración Nacional de Recuperación" en español, fue un órgano administrativo creado por el gobierno de Estados Unidos en el contexto del New Deal en 1933. La fundación de esta entidad se realizó mediante una ley especial, la National Industrial Recovery Act, a instancias del presidente Franklin D. Roosevelt. La NRA fue creada el 16 de junio de 1933 y su primer director fue Hugh Samuel Johnson

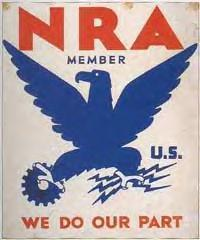
Póster del NRA con el águila azul. Este emblema era exhibido en escaparates, envases y avisos publicitarios.

La NRA determinaba que las industrias crearan "normas de sana competencia" para evitar así la "competencia destructiva", y ayudar a los trabajadores a fijar salarios mínimos y topes máximos para las horas de trabajo. También permitía que los líderes de las industrias fijaran precios mínimos de manera colectiva. Todas estas medidas buscaban asegurar ingresos mínimos a los trabajadores para así sostener el poder adquisitivo de éstos (de acuerdo a los postulados típicos del keynesianismo) y al mismo tiempo impedir pérdidas financieras de las grandes industrias, evitando que muchas industrias quebraran y que el desempleo aumentara como consecuencia. 
El emblema de la NRA fue el águila azul (una representación del ave fénix en color azul, simbolizando a los EE. UU.). Las empresas que estaban afiliadas al NRA mostraban este emblema en sus escaparates, muros de fábricas, o en los envases de sus productos, con el lema "Hacemos nuestra parte" (en inglés "We do our part"). Aunque la afiliación a la NRA era teóricamente voluntaria, en la práctica las empresas que rehusaban adherirse solían sufrir boicot del público y de otras empresas, además de la reprobación gubernamental, por lo cual la subordinación a la NRA se hizo casi obligatoria para continuar operando.
La idea fundamental detrás de la NRA fue la urgencia de dictar normas básicas de regulación de las industrias de EUA o Estados Unidos para evitar que la Gran Depresión las perjudicase. Para evitar estas dificultades, se permitió que el gobierno practicase un fuerte intervencionismo en cuanto a la fijación de precios, permitiendo que las grandes firmas manufactureras establecieran precios y costos mínimos con el fin de evitar los riesgos de la inflación o la deflación.
Otras prioridades de la NRA eran utilizar la regulación de las industrias como herramienta para evitar la pauperización de la clase obrera estadounidense, estableciendo regulaciones sobre las horas máximas de trabajo (entre 35 a 45 horas máximas de trabajo por semana), los salarios mínimos (entre 20 y 45 centavos  de dólar mínimos por cada hora), y la prohibición del trabajo infantil. Para ejecutar esta clase de planes la NRA fijaba códigos de conducta para las industrias que se adhirieran a ella, atrayendo gran popularidad entre los empresarios industriales debido a la oferta de fijar precios mínimos obligatorios para todas las industrias de una determinada rama, y evitar una guerra de precios entre los diversos grupos manufactureros. Junto con ello, la NRA consideraba en sus "códigos" una gran cantidad de normas sobre procesos de producción y determinación de precios que debían cumplir las industrias involucradas, aparte de las normas básicas sobre los trabajadores.
Pese a estas intenciones, hubo desde sus inicios una fuerte animadversión hacia la NRA, acusada de ser la herramienta de un intento de economía planificada que resultaba inaceptable dentro del típico capitalismo estadounidense, impidiendo la libre competencia en el mercado. Otras críticas apuntaban a que la fijación de precios mínimos significaba apoyar la ineficiencia de ciertas industrias que de otra manera no habrían sobrevivido.
El 27 de mayo de 1935 la Corte Suprema de los Estados Unidos emitió un veredicto unánime en el proceso Schechter Poultry Corp. v. United States 295 U.S. 495 (1935), interpuesto por una empresa avícola. En este fallo la Corte determinó que la National Industrial Recovery Act, norma creadora de la NRA, era incosntitucional pues vulneraba la separación de poderes dispuesta en la Constitución de Estados Unidos. 
Además, ya existía un fuerte consenso entre la administración de Roosevelt respecto al fracaso de la NRA al ser acusada de crear monopolios y oligopolios en la práctica, por cuanto los "códigos" impuestos a las grandes empresas establecían una fuerte intervención del gobierno federal pero a la vez imponían a las pequeñas empresas una serie de reglas difíciles de cumplir para participar en el mercado (como las reglas de producción o fijar precios mínimos), perjudicando la libre competencia y favoreciendo la arbitraria concertación de montos de producción y precios de venta entre diversas industrias.
Tras este traspié, la NRA suspendió su operaciones, mientras el presidente Franklin D. Roosevelt sufría así su primera gran pugna con la Corte Suprema de EE. UU. No obstante, las normas establecidas por la NRA en favor de los trabajadores (sobre salarios y horas de trabajo) continuaron mayormente vigentes mediante la National Labor Relations Act del 5 de julio de 1935, que continúa vigente.